# Józef Tofilski
Józef Tofilski (ur. 24 stycznia 1938 w Stróży, zm. 19 maja 1991) – polski działacz partyjny i państwowy, nauczyciel, były I sekretarz Komitetu Powiatowego PZPR w Brzozowie, w latach 1986–1990 I sekretarz Komitetu Wojewódzkiego PZPR w Krośnie.

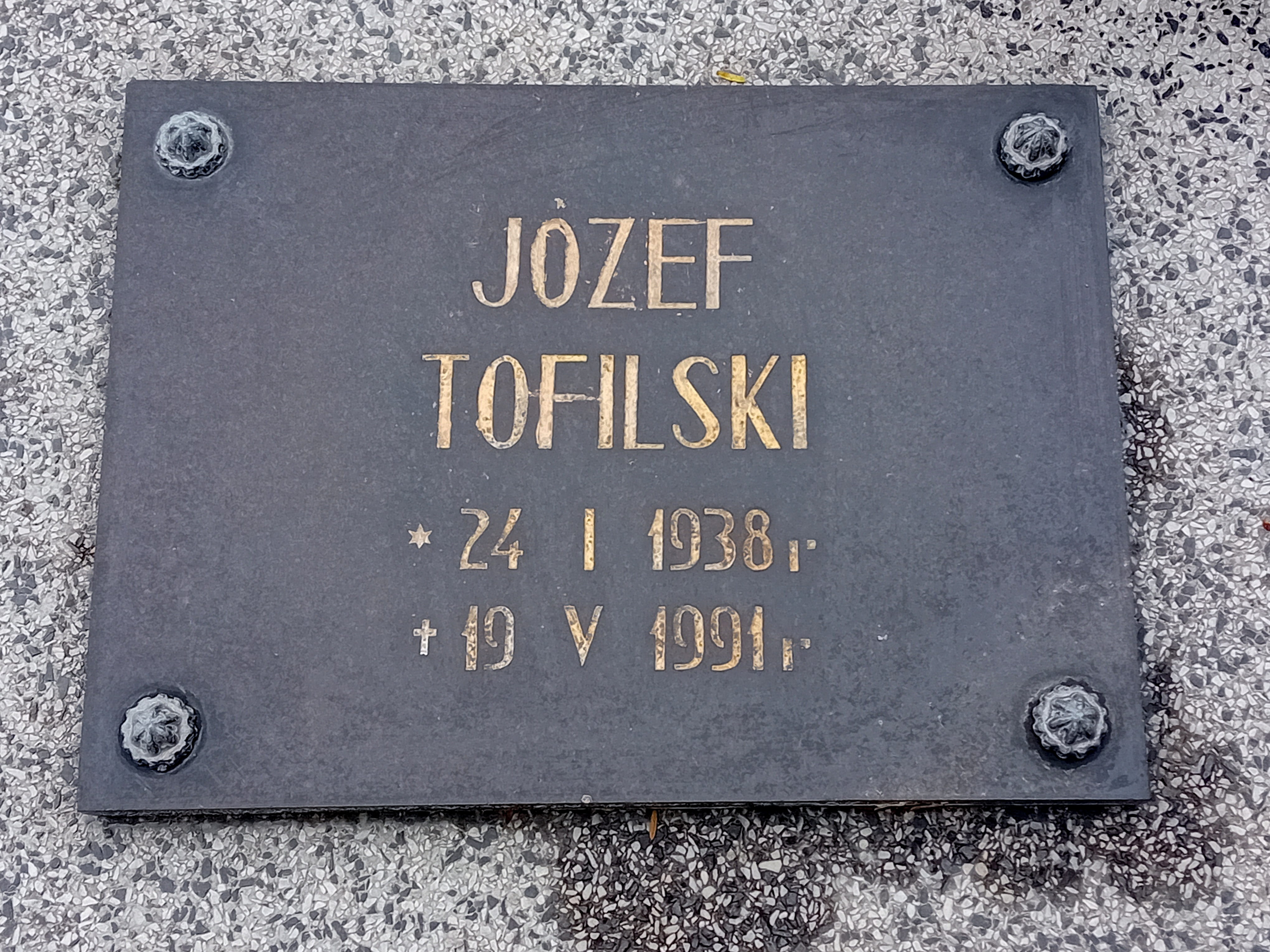
Tabliczka nagrobna Józefa Tofilskiego

## Życiorys
Syn Stanisława i Rozalii. Absolwent Wyższej Szkoły Nauk Społecznych przy KC PZPR. Należał do ZMP i ZMS, w 1960 wstąpił do Polskiej Zjednoczonej Partii Robotniczej. Podjął pracę nauczyciela, uczył m.in. nauk politycznych w Policealnym Studium Animatorów Kultury w Krośnie. Od 1968 do 1974 związany z Komitetem Powiatowym PZPR w Leżajsku, gdzie był szefem Powiatowego Ośrodka Propagandy Partyjnej i sekretarzem organizacyjnym. Od 1974 do 1975 był I sekretarzem KP w Brzozowie, następnie w latach 1975–1986 pozostawał kuratorem oświaty i wychowania województwa krośnieńskiego. Od 17 września 1986 do 30 stycznia 1990 pełnił funkcję ostatniego I sekretarza Komitetu Wojewódzkiego PZPR w Krośnie (i zarazem członka jego egzekutywy). W latach 1981–1988 kierował też krośnieńskim oddziałem Towarzystwa Przyjaciół Dzieci.
Został pochowany na cmentarzu komunalnym w Krośnie.